# Список почесних консульств в Україні
Нижче представлено список почесних консульств в Україні. Україна має дипломатичні стосунки із багатьма державами світу, але більшість із них представлені в Україні лише посольством. Тому в багатьох містах, де немає професійного дипломатичного чи консульського представництва, були відкриті почесні консульства, в яких працюють почесні консули, які часто не є професійними дипломатами і для яких обов'язки почесного консула не є основним працевлаштуванням. Крім того, деякі держави які мають акредитованого посла поза межами України, мають почесне консульство в Києві. Наразі в Україні знаходяться 96 почесних консульств.

## Київ
- Австралія: Ярослав Шипиленко
- Бангладеш: Світлана Шевченко
- Бенін: Ахуну Вільям Едмонд Досса
- Болівія: Владімір Хосе Тордойа Рохас
- Боснія і Герцеговина: Андрій Васильковський
- Вірменія: Артак Товмасян (тим. переїх. з Ялти)
- Гватемала: Олексій Гончаров
- Гвінея: Мансуріян Рамін
- Еквадор: Юрій Овчаренко
- Ємен: Абдурахман Аль-Сіррі
- Ірландія: Володимир Сай
- Ісландія: Костянтин Мальований
- Кенія: Анатолій Коваленко
- Колумбія: Нвер Мхітарян
- Коморські Острови: Олександр Кузнєцов
- Люксембург: Микола Новиков
- Мальдіви: Андрій Лірник
- Мальта: Павло Гречківський
- Нова Зеландія: Марк Ендрю Райт
- Панама: Данило Курдельчук
- Парагвай: Сергій Головко
- Перу: Ігор Баленко
- Сейшельські Острови: Ігор Гладковський
- Сьєрра-Леоне: Людмила Русаліна
- Туніс: Геннадій Самойлов
- Уругвай: Олена Подолєва
- Філіппіни: Валерій Коваленко
- Чилі: Михайло Ілляшев
- Чорногорія: Станіслав Довгий

## Львів
- Австрія: Маркіян Мальський
- Бельгія: Ярослав Гарцула
- Білорусь: Ігор Дротяк
- Болгарія: Віктор Нотевський
- Бразилія: Петро Малех
- Ізраїль: Олег Вишняков
- Казахстан: Галина Маслюк
- Канада: Оксана-Анастасія Винницька-Юсипович
- Південна Корея: Владислав Ртіщев
- Латвія: Володимир Гарцула
- Литва: Віталій Антонов
- Молдова: Володимир Губицький
- Нідерланди: Андрій Гринчук
- Німеччина: Мирослава Дякович
- Угорщина: Лариса Малех
- Франція: Данило Ярема

## Харків
- Австрія: Всеволод Кожемяко
- Азербайджан: Афган Фаган огли Салманов
- Албанія: Шахін Анвер огли Омаров
- Бразилія: Сергій Куцевляк
- Вірменія: Армен Асланян
- Казахстан: Емін Наджафлі Муса огли
- Литва: Костянтин Токарєв
- Німеччина: Тетяна Гавриш
- Словенія: Анатолій Бондаренко
- Туреччина: Володимир Білий
- Франція: Сергій Політучий
- Чехія: Олег Чігрінов

## Одеса
- Австрія: Андрій Ставніцер
- Італія: Владислав Штамбург[1]
- Казахстан: Сергій Продаєвич
- Кіпр: Борис Музалев
- Латвія: Олег Веретенніков
- Литва: Олена Друтіс
- Німеччина: Олександр Кифак
- ПАР: Лариса Поплавська
- Сирія: Алі Ісса
- Словаччина: Михайло Музалев
- Словенія: Владислав Бурда

## Дніпро
- Австрія: Валерій Кіптик
- Бельгія: Олексій Морщагін (тим. переїх. з Донецька)
- Бразилія: Олег Василенко
- Італія: Андрій Здесенко[2]
- Кот-д'Івуар: Олексій Лисенко
- Литва: Віталій Півняк
- Литва: Сергій Петриченко (тим. переїх. із Сімферополя)
- Таджикистан: Віктор Карачун
- Чехія: Сергій Дирдін

## Запоріжжя
- Австрія: Борис Шестопалов
- Казахстан: Сергій Гречний

## Суми
- Молдова: Еміл Нурієв

## Інші міста
- Біла Церква —  Литва: Юрій Литвиненко
- Бориспіль —  Молдова: Олег Циганенко
- Вінниця —  Молдова: Михайло Куницький
- Великий Березний —  Словаччина: Олег Адамчук
- Житомир —  Литва: Євгеній Лавров
- Івано-Франківськ —  Литва: Галина Дегтярьова
- Івано-Франківськ —  Угорщина: Василь Вишиванюк
- Каховка —  Швеція: Карл Стурен
- Маріуполь —  Кіпр: Костянтин Балабанов
- Святогірськ —  Хорватія: Олександр Ротов (тим. переїх. з Донецька)
- Сєвєродонецьк —  Угорщина: Сергій Кириченко (тим. переїх. з Луганська)
- Тернопіль —  Вірменія: Норік Геворкян
- Тернопіль —  Литва: Ярослав Ярославович Візняк
- Ужгород —  Литва: Віктор Федорович Гарапко
- Ужгород —  Чехія: Отто Ковчар
- Херсон —  Литва: Віктор Попов
- Черкаси —  Вірменія: Андранік Казарян
- Чернівці —  Австрія: Сергій Осачук
- Чернігів —  Латвія: Олена Вишнякова